# Francisco Antonio de Lacy y White
Francisco Antonio de Lacy y White (Barcelona, 1731 - Barcelona, 31 de desembre de 1792) fou un militar espanyol d'origen irlandès, comte de Lacy, capità general de Catalunya a finals del segle xviii.
Era fill de Guillermo de Lacy, del Regiment d'Infanteria d'Ultonia. De Lacy va ser alferes de les Oques Salvatges al servei de Ferran VI d'Espanya. En 1762 va ascendir a coronel i en 1763 fou nomenat per Carles III d'Espanya ministre plenipotenciari davant Gustau III de Suècia a Estocolm fins 1777. En 1772 fou nomenat ministre plenipotenciari davant Caterina II de Rússia a Sant Petersburg. En les seves cartes de Sant Petersburg va advertir sobre una intervenció russa a Califòrnia. En 1779 fou ascendit a tinent general.
En 1780 va tornar de Rússia i va lluitar al setge de Gibraltar. Es va casar amb una filla de Marques d'Abbeville.
. Del 4 de març de 1789 al 31 de desembre de 1792 fou governador i capità general de Catalunya en substitució del comte del Asalto. Fou fou desprestigiat pels rebomboris del pa, va reprimir la propaganda revolucionària procedent de França tot i ser considerat liberal i va planejar la invasió del Rosselló. Va morir en el càrrec.